# Dla mnie masz stajla
Dla mnie masz stajla − singel polskiej grupy muzycznej Trzeci Wymiar. Wydawnictwo, w formie Promo CD ukazało się 5 marca 2003 roku nakładem Camey Studio w kooperacji z Dee Jay Mix Club. Materiał promował debiutancki album formacji zatytułowany Cztery pory rapu (2003). Na płycie poza utworem tytułowym, w trzech aranżacjach, znalazły się piosenki „Piętnastu MC’s” i „Skamieniali”, a także teledysk do ostatniej z nich.

## Lista utworów
Opracowano na podstawie materiału źródłowego.
1. „Dla mnie masz stajla” (Album Version) (gitara: Maciej Kozubal, produkcja, scratche: DJ SPH) – 3:56
2. „Dla mnie masz stajla” (RMX Gienia & L.A) (produkcja: Gienia, L.A) – 4:06
3. „Dla mnie masz stajla (RMX Creon)” (produkcja: Creon, scratche: DJ SPH) – 3:54
4. „Skamieniali” (Album Version) (produkcja: Camey, gościnnie: Teka) – 3:34
5. „Piętnastu MC’s” (Club Version) (produkcja: Camey, scratche: DJ SPH) – 3:09
6. „Skamieniali” (teledysk) (gościnnie Teka, reżyseria, zdjęcia: Mateusz Śliwa, montaż Anna Maj) – 3:41

## Notowania
| Rok       | Lista                                           | Pozycja |
| --------- | ----------------------------------------------- | ------- |
| 2003-2004 | Szczecińska Lista Przebojów                     | 14      |
| 2003-2004 | Lista Przebojów Polskiego Radia Pomorza i Kujaw | 1       |
| 2003-2004 | 30 ton – lista, lista przebojów                 | 27      |